# Cerro La Juanita
El cerro La Juanita, con 524 m s. n. m., es la máxima altura del Sistema de Tandilia, el que se encuentra íntegramente en el interior de la Provincia de Buenos Aires, Argentina.
Se encuentra entre la ciudad de Tandil y la localidad de Barker.
Su subsuelo es de rocas precámbricas de más de 2200 millones de años.